# Liste der Stolpersteine in Lülsfeld

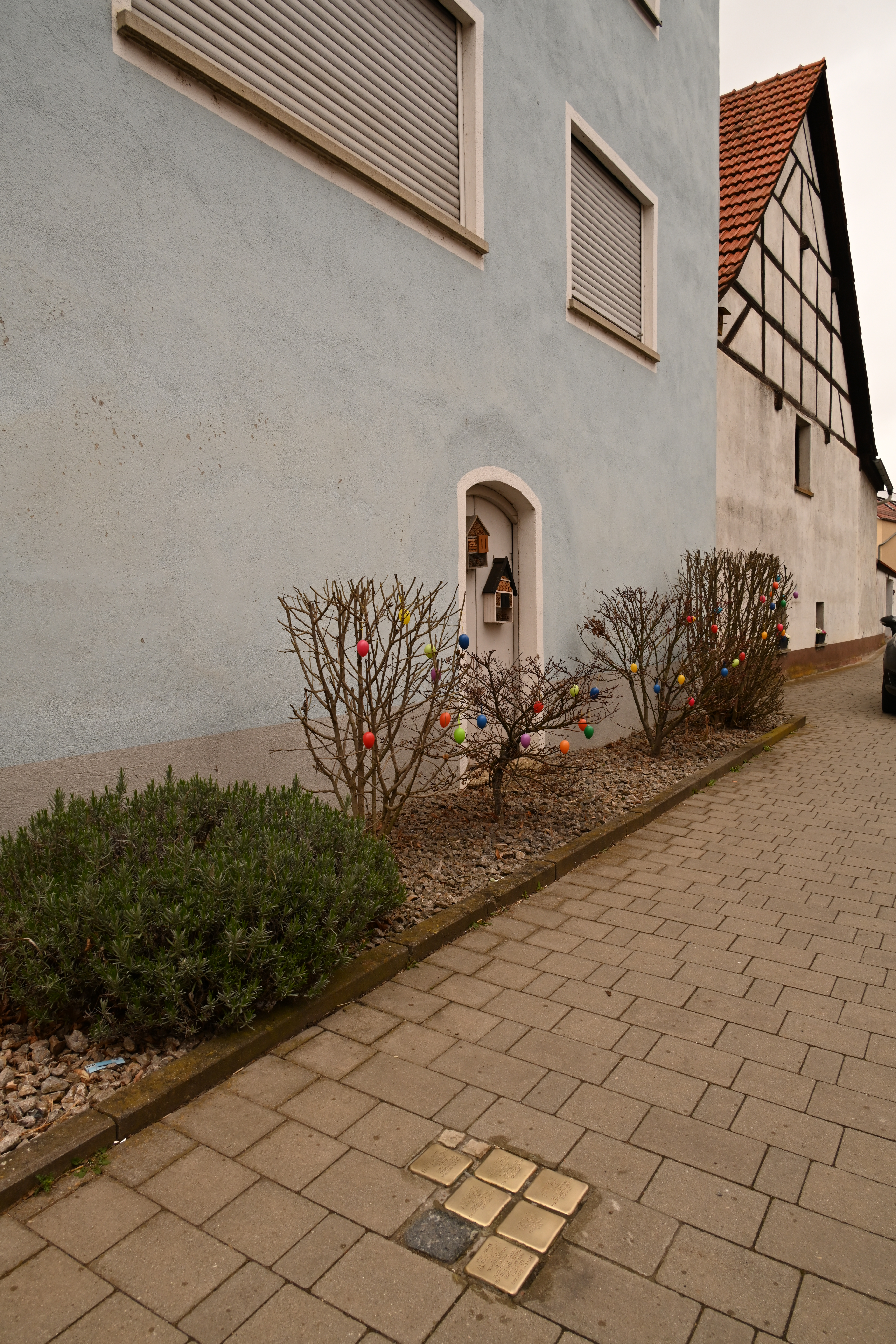
Die Stolpersteine von Lülsfeld

Die Liste der Stolpersteine in Lülsfeld enthält die Stolpersteine, die vom Kölner Künstler Gunter Demnig im bayerischen Lülsfeld verlegt wurden. Stolpersteine erinnern an das Schicksal der Menschen, die von den Nationalsozialisten ermordet, deportiert, vertrieben oder in den Suizid getrieben wurden. Sie liegen im Regelfall vor dem letzten selbstgewählten Wohnsitz des Opfers.

## Verlegte Stolpersteine
In Lülsfeld wurden sechs Stolpersteine verlegt, sie befinden sich alle an derselben Adresse.
Die Tabelle ist teilweise sortierbar; die Grundsortierung erfolgt alphabetisch nach dem Familiennamen des Opfers.
| Stolperstein | Inschrift | Verlegeort               | Name, Leben                                       |
| ------------ | --- | ------------------------ | ------------------------------------------------- |
|              | HIER WOHNTE FANNY KLUGMANN GEB. KAHNER JG. 1863 DEPORTIERT 1942 THERESIENSTADT ERMORDET 25.10.1943                                                       | Lülsfelder Hauptstraße 5 | Fanny Klugmann, geborene Kahner (1863–1943)       |
|              | HIER WOHNTE ADOLF KOHN JG. 1884 DEPORTIERT 1942 TRANSIT-GHETTO KRASNICZYN ERMORDET                                                                       | Lülsfelder Hauptstraße 5 | Adolf Kohn (1884–1942/45)                         |
|              | HIER WOHNTE ALFRED KOHN JG. 1915 'SCHUTZHAFT' 1938 KZ DACHAU FLUCHT 1939 HOLLAND INTERNIERT 1942 WESTERBORK DEPORTIERT 1943 AUSCHWITZ ERMORDET 31.3.1944 | Lülsfelder Hauptstraße 5 | Alfred Kohn (1915–1944)                           |
|              | HIER WOHNTE ERNA KOHN JG. 1922 DEPORTIERT 1942 TRANSIT-GHETTO KRASNICZYN ERMORDET                                                                        | Lülsfelder Hauptstraße 5 | Erna Kohn (1922–1942/45)                          |
|              | HIER WOHNTE HEDWIG KOHN GEB. KLUGMANN JG. 1891 DEPORTIERT 1942 TRANSIT-GHETTO KRASNICZYN ERMORDET                                                        | Lülsfelder Hauptstraße 5 | Hedwig Klugmann, geborene Klugmann (1891–1942/45) |
|              | HIER WOHNTE SOL KOHN JG. 1917 FLUCHT 1938 USA | Lülsfelder Hauptstraße 5 | Sol Kohn (1917–)                                  |

## Verlegedatum
Die ersten sechs Lülsfelder Stolpersteine wurden auf Initiative von Gabriela und Detlef Triphan sowie Steffen Braum am 24. August 2023 verlegt. Der Künstler selbst nahm die Verlegungen vor. Aus den USA waren sechs Familienmitglieder angereist, darunter Harold Kohn, der Sohn von Sol Kohn.